# Wereldbeker bobsleeën 2023/2024
De wereldbeker bobsleeën in het seizoen 2023/2024 ving aan op 18 november 2023 en liep tot en met 23 maart 2024. De competitie werd georganiseerd door de IBSF, gelijktijdig met de wereldbeker skeleton.
De competitie omvatte dit seizoen acht wedstrijden in de vier onderdelen van het bobsleeën. Bij de mannen de twee- en viermansbob en bij de vrouwen de mono- en tweemansbob.

## Wereldbeker punten
De eerste 30 in het dagklassement krijgen punten voor het wereldbekerklassement toegekend. De top 20 na de eerste run gaan verder naar de tweede run, de overige deelnemers krijgen hun punten toegekend op basis van hun klassering na de eerste run. De onderstaande tabel geeft de punten per plaats weer.
| Klassering = punten                          | Klassering = punten                               | Klassering = punten                               | Klassering = punten                          | Klassering = punten                          | Klassering = punten                          |
| -------------------------------------------- | ------------------------------------------------- | ------------------------------------------------- | -------------------------------------------- | -------------------------------------------- | -------------------------------------------- |
| 1e = 225 2e = 210 3e = 200 4e = 192 5e = 184 | 06e = 176 07e = 168 08e = 160 09e = 152 10e = 144 | 11e = 136 12e = 128 13e = 120 14e = 112 15e = 104 | 16e = 96 17e = 88 18e = 80 19e = 74 20e = 68 | 21e = 62 22e = 56 23e = 50 24e = 45 25e = 40 | 26e = 36 27e = 32 28e = 28 29e = 24 30e = 20 |

## Tweemansbob (m)

### Uitslagen
| Datum      | Plaats         | Eerste                                           | Tweede                                           | Derde                                         |
| ---------- | -------------- | ------------------------------------------------ | ------------------------------------------------ | --------------------------------------------- |
| 17/11/2023 | Yanqing        | Duitsland Johannes Lochner Georg Fleischhauer    | Duitsland Francesco Friedrich Alexander Schüller | Zwitserland Michael Vogt Sandro Michel        |
| 09/12/2023 | La Plagne      | Zwitserland Michael Vogt Sandro Michel           | Duitsland Johannes Lochner Georg Fleischhauer    | Duitsland Francesco Friedrich Thorsten Margis |
| 16/12/2023 | Igls           | Duitsland Johannes Lochner Georg Fleischhauer    | Duitsland Francesco Friedrich Alexander Schüller | Duitsland Adam Ammour Issam Ammour            |
| 13/01/2024 | Sankt Moritz   | Duitsland Johannes Lochner Georg Fleischhauer    | Duitsland Francesco Friedrich Alexander Schüller | Zwitserland Michael Vogt Sandro Michel        |
| 27/01/2024 | Lillehammer    | Duitsland Johannes Lochner Georg Fleischhauer    | Duitsland Francesco Friedrich Alexander Schüller | Duitsland Adam Ammour Benedikt Hertel         |
| 03/02/2024 | Sigulda *      | Duitsland Adam Ammour Benedikt Hertel            | Zwitserland Michael Vogt Sandro Michel           | Duitsland Francesco Friedrich Matthias Sommer |
| 17/02/2024 | Altenberg      | Duitsland Adam Ammour Costa Laurenz              | Duitsland Francesco Friedrich Thorsten Margis    | Zuid-Korea Kim Jin-su Kim Hyeong-geun         |
| 22/03/2024 | Lake Placid ** | Duitsland Francesco Friedrich Alexander Schüller | Duitsland Johannes Lochner Joshua Tasche         | Duitsland Adam Ammour Benedikt Hertel         |

* Op zondag 4 februari werd het Europees kampioenschap in een separate wedstrijd beslist, hetgeen mogelijk was in het programma omdat de viermansbob in Sigulda niet in actie kwam. Van de zeventien deelnemende bobs eindigden de Duitsers Adam Ammour/Issam Ammour en Johannes Lochner/ Erec Bruckert op de eerste en derde plaats en werden de Zwitsers Michael Vogt/Sandro Michel tweede.
** De WB#8 op vrijdag 22 maart in Lake Placid gold tevens als het eerste Pan-Amerikaanse kampioenschap. Uit het 19 tellende deelnemers veld vormden de duo's Frank Del Duca/Manteo Mitchell (VS), Kristopher Horn/Joshua Williamson (VS) en Taylor Austin/Shaq Murray-Lawrence (Canada) het erepodium. Het Candadese duo Pat Norton/Mike Evelyn werden vierde en laatste.

### Eindstand
| #  | Atleet                  | Land | Punten |
| -- | ----------------------- | ---- | ------ |
| 01 | Francesco Friedrich     | GER  | 1675   |
| 02 | Johannes Lochner        | GER  | 1512   |
| 03 | Adam Ammour (junior)    | GER  | 1410   |
| 04 | Michael Vogt (junior)   | SUI  | 1403   |
| 05 | Emils Cipulis           | LAT  | 1344   |
| 06 | Simon Friedli           | SUI  | 1296   |
| 07 | Patrick Baumgartner     | ITA  | 1280   |
| 08 | Frank Del Duca          | USA  | 1192   |
| 09 | Markus Treichl          | AUT  | 1184   |
| 10 | Cédric Follador         | SUI  | 1152   |
| 11 | Jekabs Kalenda (junior) | LAT  | 0864   |
| 12 | Li Chunjian             | CHN  | 0828   |

| #  | Atleet                         | Land | Punten |
| -- | ------------------------------ | ---- | ------ |
| 13 | Sun Kaizhi                     | CHN  | 784    |
| 14 | Brad Hall                      | GBR  | 632    |
| 15 | Mihai Cristian Tentea (junior) | ROU  | 592    |
| 16 | Mattia Variola                 | ITA  | 565    |
| 17 | Boris Vain                     | MON  | 560    |
| 18 | Adam Dobes                     | CZE  | 514    |
| 19 | Kim Jin-su                     | KOR  | 368    |
| 20 | Matej Behounek (junior)        | CZE  | 346    |
| 21 | Radoslaw Sobczyk (junior)      | POL  | 310    |
| 22 | Kristopher Horn                | USA  | 300    |
| 23 | Taylor Austin                  | CAN  | 248    |
| 24 | Aleksy Boron (junior)          | POL  | 242    |

| #  | Atleet                    | Land | Punten |
| -- | ------------------------- | ---- | ------ |
| 25 | Dominik Dvorak            | CZE  | 224    |
| 26 | Jachym Prochazka          | CZE  | 193    |
| 27 | Adam Baird                | GBR  | 192    |
| 28 | John Stanbridge           | GBR  | 186    |
| 29 | Christoph Hafer           | GER  | 176    |
| 30 | Martin Kranz (junior)     | LIE  | 164    |
| 31 | Jakob Mandlbauer (junior) | AUT  | 148    |
| 32 | Pat Norton                | CAN  | 088    |
| 33 | Axel Brown                | TRI  | 050    |
| 34 | Drazen Silic              | CRO  | 040    |

## Viermansbob (m)

### Uitslagen
| Datum      | Plaats         | Eerste | Tweede                                                                       | Derde                                                                     |
| ---------- | -------------- | --- | ---------------------------------------------------------------------------- | ------------------------------------------------------------------------- |
| 18/11/2023 | Yanqing        | Duitsland Johannes Lochner Georg Fleischhauer Erec Bruckert Florian Bauer                                                                       | Duitsland Francesco Friedrich Thorsten Margis Alexander Schüller Candy Bauer | China Sun Kaizhi Ding Song Ye Jielong Zhen Heng                           |
| 19/11/2023 | Yanqing        | Duitsland Johannes Lochner Georg Fleischhauer Joshua Tasche Florian Bauer                                                                       | Italië Patrick Baumgartner Eric Fantazzini Robert Mircea Lorenzo Bilotti     | Duitsland Francesco Friedrich Thorsten Margis Felix Straub Candy Bauer    |
| 10/12/2023 | La Plagne      | Duitsland Francesco Friedrich Thorsten Margis Alexander Schüller Felix Straub                                                                   | Duitsland Johannes Lochner Florian Bauer Erec Bruckert Georg Fleischhauer    | Duitsland Adam Ammour Benedikt Hertel Nick Stadelmann Rupert Schenk       |
| 17/12/2023 | Igls *         | Duitsland Francesco Friedrich Candy Bauer Alexander Schüller Felix Straub                                                                       | Duitsland Johannes Lochner Erec Bruckert Joshua Tasche Georg Fleischhauer    | Letland Emīls Cipulis Dāvis Spriņģis Matīss Miknis Krists Lindenblats     |
| 14/01/2024 | Sankt Moritz   | Duitsland Johannes Lochner Florian Bauer Erec Bruckert Georg Fleischhauer                                                                       | Duitsland Francesco Friedrich Thorsten Margis Candy Bauer Alexander Schüller | Letland Emīls Cipulis Dāvis Spriņģis Lauris Kaufmanis Krists Lindenblats  |
| 28/01/2024 | Lillehammer    | Duitsland Francesco Friedrich Thorsten Margis Alexander Schüller Felix Straub                                                                   | Duitsland Johannes Lochner Florian Bauer Erec Bruckert Georg Fleischhauer    | Verenigd Koninkrijk Brad Hall Leon Greenwood Taylor Lawrence Greg Cackett |
| 18/02/2024 | Altenberg      | Duitsland Francesco Friedrich Candy Bauer Alexander Schüller Felix Straub Letland Emīls Cipulis Dāvis Spriņģis Matīss Miknis Krists Lindenblats |                                                                              | Zwitserland Simon Friedli Pascal Moser Luca Rolli Dominik Schläpfer       |
| 23/03/2024 | Lake Placid ** | Duitsland Francesco Friedrich Thorsten Margis Matthias Sommer Felix Straub                                                                      | Duitsland Johannes Lochner Florian Bauer Joshua Tasche Georg Fleischhauer    | Duitsland Adam Ammour Nick Stadelmann Erik Leypold Rupert Schenk          |

* De WB#4 op zondag 17 december in Igls (Innsbrück) gold tevens voor het Europees kampioenschap. Het deelnemersveld bestond uit achttien Europese bobs en drie niet-Europese.
** De WB#8 op zaterdag 23 maart in Lake Placid gold tevens als het eerste Pan-Amerikaanse kampioenschap. Uit het 14 tellende deelnemers veld vormden de drie deelnemende Pan-Amerikaanse bobs het erepodium. Het Canadese viertal Taylor Austin/Shaq Murray-Lawrence/Anthony Couturier/DeVaughn McEwan werden eerste, de Amerikaanse bobs met Frank Del Duca/Joshua Williamson/Adrian Adams/Manteo Mitchell tweede en met Kristopher Horn/Jace Johnson/Hakeem Abdul-Saboor/Darius Joseph derde.

### Eindstand
| #  | Atleet                  | Land | Punten |
| -- | ----------------------- | ---- | ------ |
| 01 | Francesco Friedrich     | GER  | 1745   |
| 02 | Emils Cipulis           | LAT  | 1529   |
| 03 | Johannes Lochner        | GER  | 1515   |
| 04 | Simon Friedli           | SUI  | 1392   |
| 05 | Patrick Baumgartner     | ITA  | 1290   |
| 06 | Cédric Follador         | SUI  | 1288   |
| 07 | Markus Treichl          | AUT  | 1256   |
| 08 | Jekabs Kalenda (junior) | LAT  | 1112   |
| 09 | Adam Ammour (junior)    | GER  | 1096   |
| 10 | Sun Kaizhi              | CHN  | 1056   |

| #  | Atleet                         | Land | Punten |
| -- | ------------------------------ | ---- | ------ |
| 11 | Michael Vogt (junior)          | SUI  | 1032   |
| 12 | Li Chunjian                    | CHN  | 0984   |
| 13 | Brad Hall                      | GBR  | 0552   |
| 14 | Frank Del Duca                 | USA  | 0504   |
| 15 | Mihai Cristian Tentea (junior) | ROU  | 0488   |
| 16 | Mattia Variola                 | ITA  | 0424   |
| 17 | Adam Dobes                     | CZE  | 0362   |
| 18 | Matej Behounek (junior)        | CZE  | 0298   |
| 19 | Aleksy Boron (junior)          | POL  | 0222   |
| 20 | Adam Baird                     | GBR  | 0200   |

| #  | Atleet                    | Land | Punten |
| -- | ------------------------- | ---- | ------ |
| 21 | Dominik Dvorak            | CZE  | 200    |
| 22 | Jakob Mandlbauer (junior) | AUT  | 198    |
| 23 | Taylor Austin             | CAN  | 184    |
| 24 | Kristopher Horn           | USA  | 160    |
| 25 | Kim Jin-su                | KOR  | 152    |
| 26 | Christoph Hafer           | GER  | 152    |
| 27 | Geoffrey Gadbois          | USA  | 088    |
| 28 | Martin Kranz (junior)     | LIE  | 000    |

## Monobob (v)

### Uitslagen
| Datum      | Plaats         | Eerste         | Tweede              | Derde                           |
| ---------- | -------------- | -------------- | ------------------- | ------------------------------- |
| 09/12/2023 | La Plagne      | Kaysha Love    | Melanie Hasler      | Andreea Grecu                   |
| 15/12/2023 | Igls           | Lisa Buckwitz  | Breeana Walker      | Laura Nolte                     |
| 16/12/2023 | Igls           | Lisa Buckwitz  | Kaysha Love         | Breeana Walker                  |
| 13/01/2024 | Sankt Moritz   | Lisa Buckwitz  | Laura Nolte         | Breeana Walker                  |
| 27/01/2024 | Lillehammer    | Kaysha Love    | Breeana Walker      | Lisa Buckwitz                   |
| 03/02/2024 | Sigulda *      | Lisa Buckwitz  | Andreea Grecu       | Laura Nolte Elana Meyers Taylor |
| 17/02/2024 | Altenberg      | Laura Nolte    | Elana Meyers Taylor | Lisa Buckwitz                   |
| 22/03/2024 | Lake Placid ** | Breeana Walker | Elana Meyers Taylor | Cynthia Appiah                  |

* De WB#6 op zaterdag 3 februari in Sigulda gold tevens voor het Europees kampioenschap. Het deelnemersveld bestond uit negen Europese bobs en vijf niet-Europese.
** De WB#8 op vrijdag 22 maart in Lake Placid gold tevens als het eerste Pan-Amerikaanse kampioenschap. Uit het 17 tellende deelnemers veld vormden Elana Meyers Taylor (VS), Cynthia Appiah (Canada) en Kaysha Love (VS) het erepodium. De plaatsen 4-6 werden respectievelijk ingevuld door Sylvia Hoffman (VS), Bianca Ribi (Canada) en Riley Tejcek (VS).
Belgische deelname
| Deelnemer         | #1 | #2 | #3 | #4  | #5 | #6 | #7  | #8 |
| ----------------- | -- | -- | -- | --- | -- | -- | --- | -- |
| Kelly Van Petegem | 0- | 0- | 0- | 16e | 0- | 0- | 15e | 0- |

### Eindstand
| #  | Atleet                    | Land | Punten |
| -- | ------------------------- | ---- | ------ |
| 01 | Lisa Buckwitz             | GER  | 1644   |
| 02 | Breeana Walker            | AUS  | 1549   |
| 03 | Laura Nolte (junior)      | GER  | 1547   |
| 04 | Kaysha Love               | USA  | 1516   |
| 05 | Elana Meyers Taylor       | USA  | 1508   |
| 06 | Andreea Grecu             | ROU  | 1466   |
| 07 | Melanie Hasler (junior)   | SUI  | 1362   |
| 08 | Cynthia Appiah            | CAN  | 1200   |
| 09 | Ying Qing                 | CHN  | 1040   |
| 10 | Bianca Ribi               | CAN  | 1016   |
| 11 | Katrin Beierl             | AUT  | 0880   |
| 12 | Adele Nicoll              | GBR  | 0784   |
| 13 | Linda Weiszewski (junior) | POL  | 0688   |

| #  | Atleet                      | Land | Punten |
| -- | --------------------------- | ---- | ------ |
| 14 | Viktoria Cernanska (junior) | SVK  | 680    |
| 15 | Margot Boch (junior)        | FRA  | 672    |
| 16 | Amaureen Zimmer             | GER  | 648    |
| 17 | Huai Mingming               | CHN  | 440    |
| 18 | Kim Kalicki                 | GER  | 304    |
| 19 | Giada Andreutti             | ITA  | 280    |
| 20 | Sylvia Hoffman              | USA  | 248    |
| 21 | Deborah Annen (junior)      | SUI  | 232    |
| 22 | Kelly Van Petegem (junior)  | BEL  | 200    |
| 23 | Julia Slupecka (junior)     | POL  | 160    |
| 24 | Georgeta Popescu (junior)   | ROU  | 156    |
| 25 | Riley Tejcek                | USA  | 120    |
| 26 | Lauren Brzozowski           | USA  | 074    |

## Tweemansbob (v)

### Uitslagen
| Datum      | Plaats         | Eerste                               | Tweede                                       | Derde                                            |
| ---------- | -------------- | ------------------------------------ | -------------------------------------------- | ------------------------------------------------ |
| 10/12/2023 | La Plagne      | Duitsland Laura Nolte Neele Schuten  | Duitsland Kim Kalicki Leonie Fiebig          | Verenigde Staten Elana Meyers Taylor Emily Renna |
| 17/12/2023 | Igls           | Duitsland Lisa Buckwitz Vanessa Mark | Duitsland Kim Kalicki Leonie Fiebig          | Duitsland Laura Nolte Neele Schuten              |
| 14/01/2024 | Sankt Moritz   | Duitsland Laura Nolte Neele Schuten  | Duitsland Lisa Buckwitz Lauryn Siebert       | Zwitserland Melanie Hasler Mara Morell           |
| 28/01/2024 | Lillehammer    | Duitsland Kim Kalicki Leonie Fiebig  | Duitsland Laura Nolte Neele Schuten          | Verenigde Staten Kaysha Love Azaria Hill         |
| 02/02/2024 | Sigulda *      | Duitsland Kim Kalicki Leonie Fiebig  | Duitsland Laura Nolte Claudia Schüßler       | Duitsland Lisa Buckwitz Vanessa Mark             |
| 04/02/2024 | Sigulda *      | Duitsland Laura Nolte Neele Schuten  | Duitsland Kim Kalicki Anabel Galander        | Zwitserland Melanie Hasler Mara Morell           |
| 18/02/2024 | Altenberg      | Duitsland Laura Nolte Deborah Levi   | Duitsland Kim Kalicki Anabel Galander        | Roemenië Andreea Grecu Teodora Andreea Vlad      |
| 23/03/2024 | Lake Placid ** | Duitsland Kim Kalicki Leonie Fiebig  | Verenigd Koninkrijk Adele Nicoll Kya Placide | Duitsland Laura Nolte Claudia Schüßler           |

* De WB#6 op zondag 4 februari in Sigulda gold tevens voor het Europees kampioenschap. Het deelnemersveld bestond uit negen Europese bobs en zes niet-Europese.
** De WB#8 op zaterdag 23 maart in Lake Placid gold tevens als het eerste Pan-Amerikaanse kampioenschap. Uit het 15 tellende deelnemers veld vormden de duo's Elana Meyers Taylor/Emily Renna (VS), Kaysha Love/Azaria Hill (VS) en Cynthia Appiah/Morgan Ramsay (Canada) het erepodium. Het Canadese duo Bianca Ribbi/Niamh Haugh werden vierde en Sylvia Hoffman/Sydney Milani en Riley Tejcek/Jasmine Jones (beide VS) eindigden als vijfde en zesde.
Belgische deelname
| Deelnemer         | #1 | #2 | #3  | #4 | #5 | #6 | #7   | #8 |
| ----------------- | -- | -- | --- | -- | -- | -- | ---- | -- |
| Kelly Van Petegem | 0- | 0- | 19e | 0- | 0- | 0- | 0 7e | 0- |

#3, #7 met Dora De Haseleer

### Eindstand
| #  | Atleet                      | Land | Punten |
| -- | --------------------------- | ---- | ------ |
| 01 | Laura Nolte (junior)        | GER  | 1720   |
| 02 | Kim Kalicki                 | GER  | 1683   |
| 03 | Lisa Buckwitz               | GER  | 1583   |
| 04 | Melanie Hasler (junior)     | SUI  | 1488   |
| 05 | Elana Meyers Taylor         | USA  | 1240   |
| 06 | Breeana Walker              | AUS  | 1192   |
| 07 | Andreea Grecu               | ROU  | 1184   |
| 08 | Cynthia Appiah              | CAN  | 1120   |
| 09 | Katrin Beierl               | AUT  | 1104   |
| 10 | Ying Qing                   | CHN  | 1072   |
| 11 | Kaysha Love                 | USA  | 0896   |
| 12 | Bianca Ribi                 | CAN  | 0888   |
| 13 | Viktoria Cernanska (junior) | SVK  | 696    |

| #  | Atleet                     | Land | Punten |
| -- | -------------------------- | ---- | ------ |
| 14 | Linda Weiszewsli (junior)  | POL  | 672    |
| 15 | Margot Boch (junior)       | FRA  | 600    |
| 16 | Adele Nicoll               | GBR  | 498    |
| 17 | Huai Mingming              | CHN  | 448    |
| 18 | Kelly Van Petegem (junior) | BEL  | 242    |
| 19 | Nikki Mcsweeney            | GBR  | 216    |
| 20 | Giada Andreutti            | ITA  | 184    |
| 21 | Sylvia Hoffman             | USA  | 120    |
| 22 | Riley Tejcek               | USA  | 112    |
| 23 | Georgeta Popescu (junior)  | ROU  | 088    |
| 24 | Laura Brzozowski           | USA  | 080    |
| 25 | Julia Slupecka (junior)    | POL  | 074    |

1983/1984 · 
1984/1985 · 
1985/1986 · 
1986/1987 · 
1987/1988 · 
1988/1989 · 
1989/1990 · 
1990/1991 · 
1991/1992 · 
1992/1993 · 
1993/1994 · 
1994/1995 · 
1995/1996 · 
1996/1997 · 
1997/1998 · 
1998/1999 · 
1999/2000 · 
2000/2001 · 
2001/2002 · 
2002/2003 · 
2003/2004 · 
2004/2005 · 
2005/2006 · 
2006/2007 · 
2007/2008 · 
2008/2009 ·
2009/2010 ·
2010/2011 ·
2011/2012 ·
2012/2013 ·
2013/2014 ·
2014/2015 ·
2015/2016 ·
2016/2017 ·
2017/2018 ·
2018/2019 ·
2019/2020 ·
2020/2021 ·
2021/2022 ·
2022/2023 ·
2023/2024 ·
2024/2025
Alpineskiën ·
Biatlon ·
Bobsleeën ·
Freestyleskiën ·
Langlaufen ·
Noordse combinatie ·
Rodelen ·
Schaatsen (junioren) ·
Schansspringen ·
Shorttrack ·
Skeleton ·
Snowboarden